# إدوين إريكسون
إدوين إريكسون (بالإنجليزية: Edwin Erickson)‏ هو سياسي أمريكي، ولد في 18 مايو 1938 بفيلادلفيا في الولايات المتحدة، وتوفي في 7 يناير 2019. حزبياً، نشط في الحزب الجمهوري. وقد انتخب عضو مجلس ولاية بنسيلفانيا.

## وصلات خارجية
- الموقع الرسمي